# Imboden, Arkansas
Imboden là một thị trấn thuộc quận Lawrence, tiểu bang Arkansas, Hoa Kỳ. Năm 2010, dân số của thị trấn này là 677 người.

## Dân số
- Dân số năm 2000: 684 người.
- Dân số năm 2010: 677 người.